# Hohe Wann
Das Naturschutzgebiet Hohe Wann ist das größte Naturschutzgebiet im Landkreis Haßberge in Unterfranken.
Das rund 1.030 ha große Gebiet mit der Nr. NSG-00517.01, das im Jahr 1996 unter Naturschutz gestellt wurde, erstreckt sich zwischen Königsberg in Bayern im Norden und Zeil am Main im Süden. Südwestlich liegt Haßfurt und fließt der Main. In West-Ost-Richtung durch das Gebiet hindurch verläuft die HAS 10.

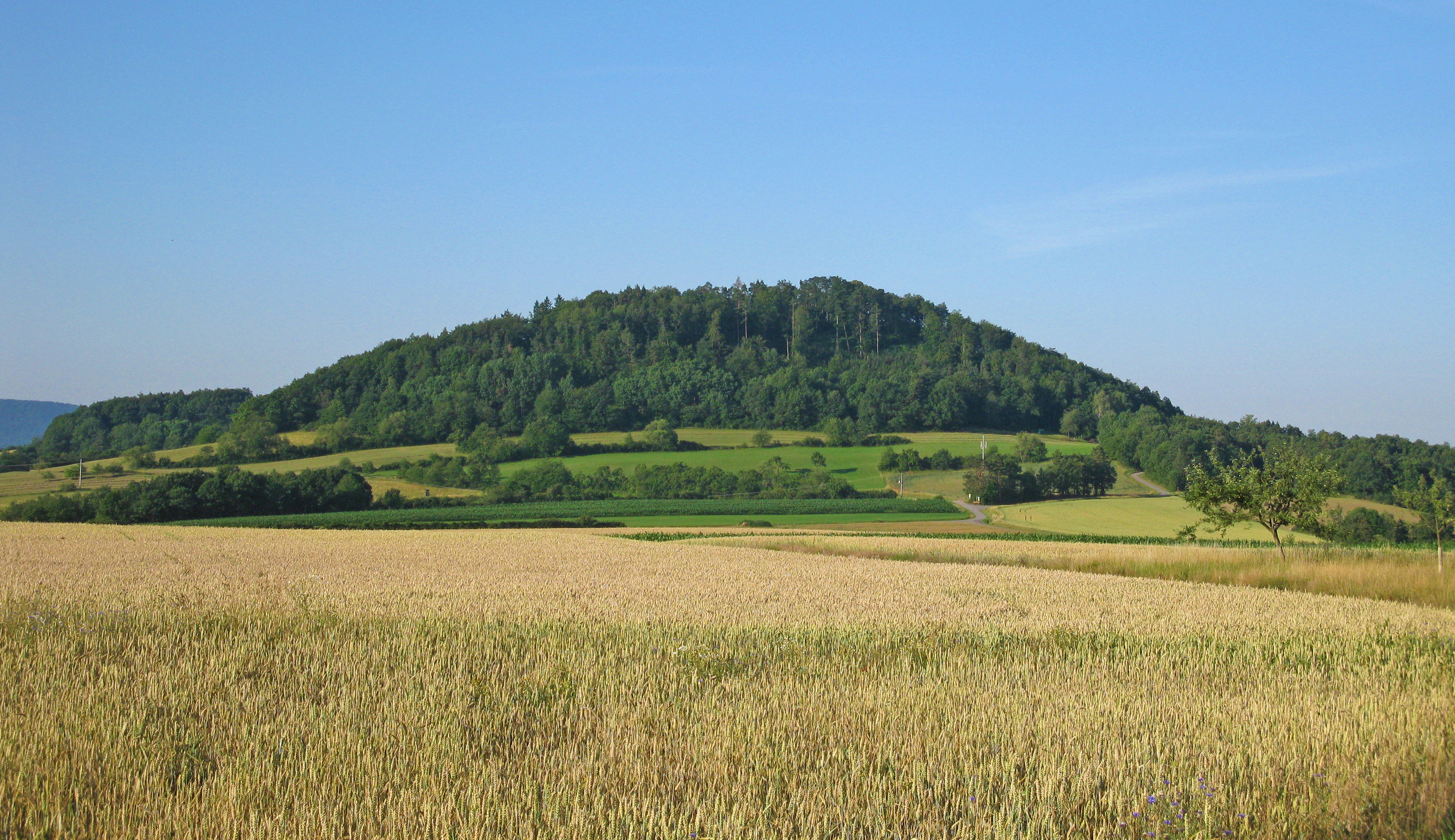
Blick auf die namengebende Hohe Wann (388 m)